# Comuna Zrinski Topolovac, Bjelovar-Bilogora
Zrinski Topolovac este o comună în cantonul Bjelovar-Bilogora, Croația, având o populație de 890 de locuitori (2011).

## Demografie
Componența etnică a comunei Zrinski Topolovac
     Croați (99,89%)
     Necunoscut (0%)
     Neclasificat (0%)
Componența confesională a comunei Zrinski Topolovac
     Catolici (99,44%)
     Necunoscută (0,11%)
     Alte religii (0,45%)
Conform recensământului din 2011, comuna Zrinski Topolovac avea 890 de locuitori. Din punct de vedere etnic, majoritatea locuitorilor (99,89%) erau croați. Din punct de vedere confesional, majoritatea locuitorilor (99,44%) erau catolici. Pentru 0,11% din locuitori nu este cunoscută apartenența confesională.